# Franciszek Jaeger

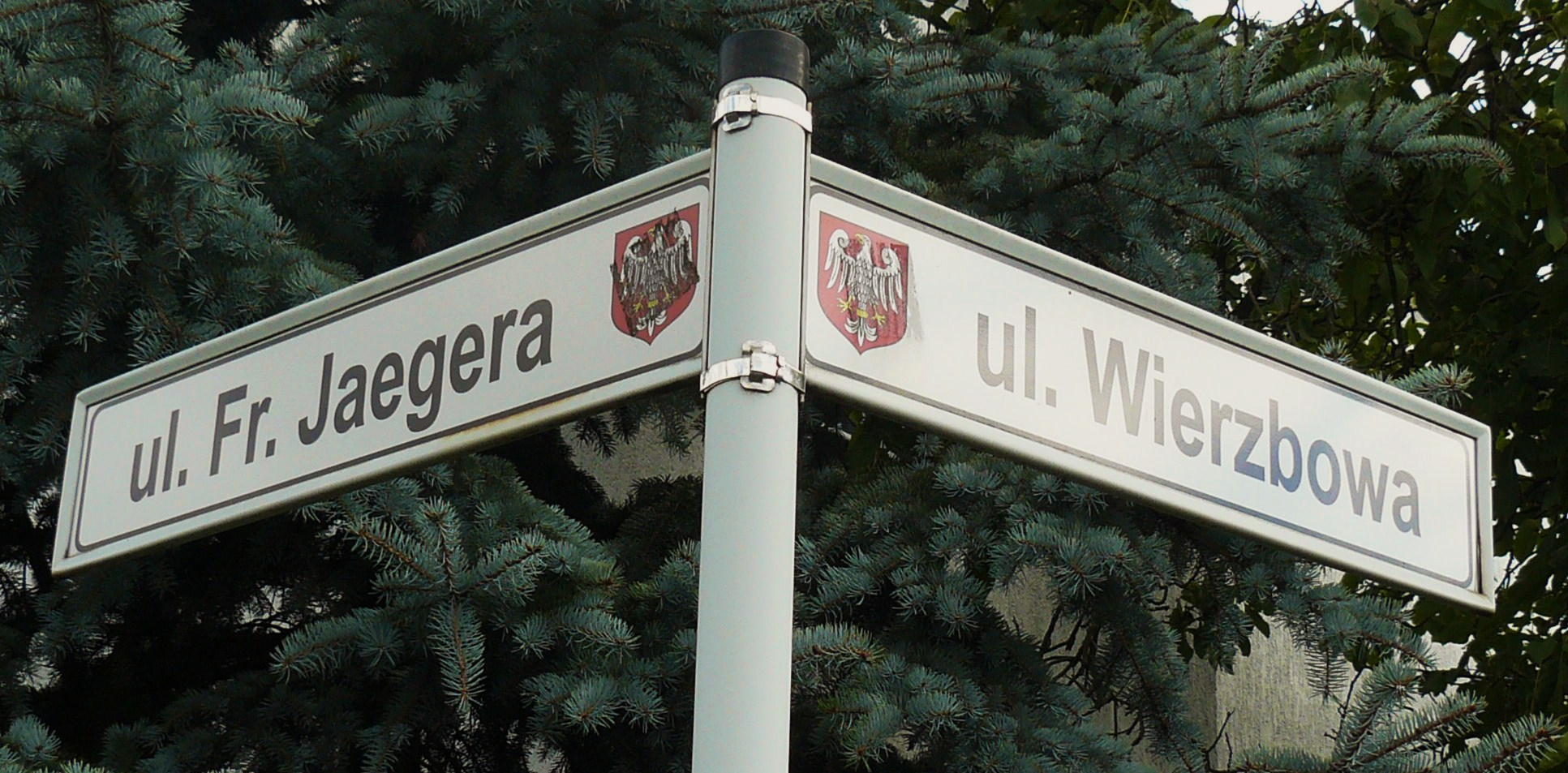
Tabliczka z nazwą ulicy Franciszka Jaegera w Obornikach

Franciszek Jaeger (ur. 1922, zm. 17 lutego 1945) – polski funkcjonariusz Milicji Obywatelskiej.
Był mieszkańcem Obornik. Pod koniec II wojny światowej był członkiem grupy operacyjnej Komendy Powiatowej Milicji Obywatelskiej w Obornikach. 17 lutego 1945 wraz z między innymi Edwardem Sowiakiem wziął udział w walkach pod Lublinem z uchodzącymi z Cytadeli poznańskiej Niemcami. Tego samego dnia zginął w wyniku postrzału w pierś i głowę. W pogrzebie Jaegera i Sowiaka 20 lutego 1945 wzięli udział przedstawiciele lokalnych władz i milicji.
Jaeger został pochowany na Cmentarzu Parafialnym przy kościele Św. Józefa w Obornikach.
Jest patronem jednej z obornickich ulic.